# Kietzer Graben
Der Kietzer Graben ist ein im 18. Jahrhundert künstlich angelegter Entwässerungsgraben im damaligen Fischerkietz von Köpenick. Seit der Berliner Bezirksreform im Jahr 2001 gehört der Graben zum Ortsteil Köpenick im Bezirk Treptow-Köpenick.  

## Lage
Der Kietzer Graben verbindet die Flüsse Dahme und Spree am südöstlichen Rand des Köpenicker Fischerkietzes. Er weist eine Länge von rund 360 Metern auf und wird zurzeit (Stand November 2015) von vier Brücken überspannt: die Frauentrogbrücke, eine Straßenbrücke im Verlauf der Müggelheimer Straße als östliche Fortsetzung der Langen Brücke; die Kietzer Brücke, über welche die Kietzer Straße verläuft; die Landjägerbrücke, über die die Landjägerstraße geführt wird, und der Kietzgrabensteg am nordöstlichen Ende des Kietzer Grabens.

## Geschichte
Nachdem die Spree in ihrem Berliner Verlauf im 18. Jahrhundert durch einige Schleusen reguliert wurde, wirkte sich die teilweise Aufstauung in der bereits vorhandenen Bebauung im Fischerdorf Köpenick durch steigende Wasserspiegel aus. Eine Gewässerverbindung zwischen den beiden die Wohnsiedlung umschließenden Flüssen schuf einen Niveauausgleich. Dadurch wurde die nördliche Köpenicker Altstadt zu einer Insel.
Bedeutung für die Schifffahrt erlangte der Graben nicht. 
Im Jahr 2003 plante die Bezirksverwaltung Treptow-Köpenick zusammen mit dem Senat von Berlin den Bau einer weiteren Brücke, die den Straßenzug Katzengraben–Claus-Dieter-Sprink-Weg über den Kietzer Graben führt. Sie soll 24 Meter lang werden, 2,65 Meter breit und von Fußgängern und Radfahrern nutzbar sein. Planungen und Finanzierung waren längere Zeit unklar, weswegen die Realisierung des nun Kietzgrabensteg genannten Bauwerks erst im Jahr 2015 beschlossen wurde. Der Senat stellte dem Bezirksamt im Jahr 2015 für den Bau eine Summe von 412.000 Euro bereit. Allerdings wird sie irgendwo am Amtswäldchen enden, wo es keine konkreten Ziele gibt. Auf der Nordseite bildet ein unbefestigter Fußweg vor dem Köpenicker Heimatmuseum in Nachbarschaft der Bibliothek den Zugang zur Brücke. Ursprünglich sollten am Amtswäldchen ein Biergarten und Veranstaltungsflächen zum Besuch locken. Zumindest als fußläufige Abkürzung wird sie eine Daseinsberechtigung haben. Viele Köpenicker kritisieren das Bauprojekt, weil im Bezirk etwa 140 Brücken als sanierungsbedürftig ausgewiesen sind, für die kein Geld zur Verfügung steht. 
Der Kietzer Graben müsste parallel zur Errichtung der neuen Brücke gewässermäßig saniert werden; er soll zusammen mit dem Kietzgrabensteg die Aufenthaltsqualität der Bewohner verbessern.